# Miguel Mateos
Miguel Ángel Mateos Sorrentino, más conocido como Miguel Mateos (Buenos Aires; 26 de enero de 1954) es un cantautor argentino de rock. Es uno de los músicos más emblemáticos de la revitalización del rock argentino en los años 1980, y del movimiento conocido como Rock en tu idioma que revitalizó el rock en toda Latinoamérica.
La carrera de Miguel Mateos es muy extensa: ya en 1969, con solo 15 años, estaba participando de uno de los primeros festivales del rock argentino, el Festival Pinap. En 1979 formó la banda ZAS (luego llamada "Miguel Mateos/ZAS"), una de las más emblemáticas de la revitalización del rock argentino post-Malvinas, que batiría un récord de álbum más vendido (por Rockas vivas), empezaría a girar por todo el continente americano convirtiéndose en una de las bandas más influyentes del rock en español, y sería la primera banda argentina en tocar en Estados Unidos el 7 de septiembre de 1989. En dicha banda estaba su hermano Alejandro Mateos como baterista y corista.
Diversos factores provocaron que ZAS se disolviera y Mateos comenzara su carrera como solista, su álbum debut fue Obsesión, publicado en 1990 con gran éxito comercial impulsado especialmente por el sencillo homónimo. Otros álbumes de estudio como Kryptonita (1991) y Pisanlov (1995) lograron replicar, aunque en menor medida, el éxito obtenido con Obsesión. Aún activo en los escenarios y en los estudios de grabación, publicó en 2023 su más reciente producción discográfica, Miguel Mateos Sinfónico donde incluyó sus grandes éxitos en versión sinfónica.
Musicalmente, la carrera de Miguel Mateos se caracteriza por un estilo inusual: pop contestatario—la instrumentación sigue en general los lineamientos de la música pop, pero las letras abordan temas como los reclamos políticos y sociales, críticas a partidos políticos como el peronismo o el radicalismo, el trauma de la dictadura, el estado de la sociedad argentina, las dificultades de tocar rock, los mandatos familiares y los problemas cotidianos de la clase trabajadora. Con esta mixtura Miguel Mateos se convirtió en uno de los músicos más populares de la época del retorno de la democracia en Argentina: sus canciones podían ser tanto bailadas en discotecas como apreciadas por los sectores más intelectuales y comprometidos políticamente. La mezcla "música bailable-letra contestataria" también sería exitosa en el resto de América, donde Miguel Mateos se ganaría el apodo de "el jefe del rock en español".

## Biografía

### Primeros años
Sus padres se llamaban Rafael Mateos y Lidia Sorrentino. Ambos relacionados con la música, según contó Miguel, su madre tenía una peña musical y su padre escuchaba música clásica. Tiene un hermano 6 años menor llamado Alejandro, con quien en los 80s formaría la banda ZAS. Desde niño, estudió piano con su madre, quien era docente de música, para luego a la edad de doce años formar su primer grupo de rock que tendría como nombre “Cristal". En 1969, Miguel y Cristal logran llegar a la final del concurso organizado por la revista PinUp; en dicho concurso participó el grupo Sui Generis con la canción "Monoblock".
En 1973, Miguel Mateos ingresa en el Conservatorio Municipal Manuel de Falla y se especializa en guitarra, piano, canto y composición. En 1976 deja el Conservatorio y en 1979 crea el grupo ZAS, con él a la cabeza en guitarra, sintetizador y voz. También participan su hermano Alejandro Mateos en batería, Jorge Infusino en bajo y Omar Moretti en guitarra.

## Grupo ZAS

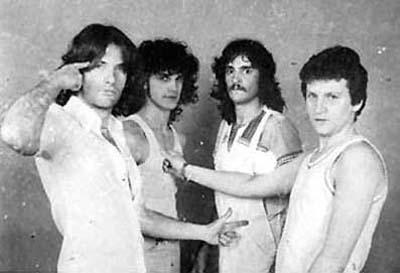
ZAS en 1982: Miguel Mateos, Fernando Lupano, Ricardo Pegnotti y Alejandro Mateos.

En 1980 Zas cambia de integrantes y se suman a los hermanos Mateos, Ricardo Pegnotti en guitarra y Fernando Lupano en bajo. Entre febrero y marzo de 1981 tocan tres noches en el estadio de Vélez Sarsfield como grupo soporte de Queen frente a un total de 150.000 personas. Ese mismo año graban en Estudios ION la canción "Sólo tu amor es dinamita", que forma parte del álbum La isla de la música, álbum de varios intérpretes en el que también aparecen el Negro Rada, Miguel Cantilo y León Gieco, entre otros. Con esta misma formación en 1982 grabarían su primer álbum llamado ZAS en los Estudios Music Hall, donde surge el primer éxito de la banda, "Va por vos, para vos", que se transformaría en uno de los clásicos del rock argentino.
Luego vendrían Huevos (1983) y Tengo que parar (1984), en los que se destacan dos de los grandes éxitos del grupo, "En la cocina huevos" y "Tirá para arriba", respectivamente. En 1985 se edita el álbum en directo Rockas vivas, logrando el récord de discos vendidos hasta ese momento y en 1986 editan el maxisencillo "Mensajes". Desde 1986 y luego de varios cambios de integrantes, la agrupación funcionaría como apoyo de Mateos para sus últimos discos, Solos en América (1986) y Atado a un sentimiento (1987).

## Etapa solista

#### ObsesiónyKryptonita(1990-1995)
Después de alcanzar el éxito en Latinoamérica con ZAS, Miguel Mateos comienza su etapa solista al sentirse frustrado por la escasa atención que le ofrecían los sellos discográficos a su banda. Para su primer disco se recluye a trabajar junto al afamado productor Michael Sembello. Obsesión se publicó el mismo año 1990 y ofreció un sonido fresco y bailable, llegando el tema homónimo a ser un gran éxito fuera de Argentina.
La gira de presentación del disco fue la más larga que ha realizado hasta la fecha. El tour recorrió Chile (donde se presentó con total éxito en el Festival de Viña del Mar), Argentina, México, Estados Unidos (cuando por primera vez un cantante de rock latinoamericano se presentó en Los Ángeles), Venezuela y Colombia entre otros. La gira colombiana recorrería por primera vez más de 8 ciudades con lleno absoluto y dos conciertos en la capital, Bogotá.
Al terminar el Obsesión Tour '91, Miguel se encierra en estudios para grabar el sucesor inmediato: Kryptonita. Este segundo disco deja de lado nuevamente las máquinas y vuelve a las guitarras y las secciones de cuerdas, desarrollando un disco de sonido limpio y acústico. Kryptonita tuvo una buena repercusión en Argentina, aunque fue más destacado en el resto de América. Durante 1992 las giras continúan por el interior del país, y lleva sus hits a programas televisivos como Ritmo de la noche conducido por Marcelo Tinelli en la pantalla de Telefe, donde en una emisión juega un partido de Fútbol sala (el equipo habitual de Ritmo de la noche contra cantantes los cuales fueron Miguel, Eddie Sierra, Guillermo Guido y Alberto Tarantini), curiosamente enfrentando a Diego Maradona.
Los conciertos brindados durante las giras de Obsesión y Kryptonita fueron grabados y los mejores temas se compilaron en el álbum Cóctel, publicado en 1993. En este disco se pueden escuchar versiones tomadas del Greek Theater en Estados Unidos, del Festival de Acapulco en México y del Teatro Gran Rex en Argentina. Por otro lado, se incluyeron cuatro canciones inéditas, entre ellas "Beso francés". Este fue el último álbum para BMG/Ariola.

#### Pisanlov,Bar Imperioy el nuevo siglo (1995-2005)
Pisanlov (Peace and love), publicado el año 1995, fue bien recibido por la audiencia. Sin embargo, su publicación presentó muchos inconvenientes, ya que se había desatado una gran crisis económica sumada a la falta de interés de las compañías disqueras argentinas. Fue así que el músico recién pudo editar su disco en 1995, por medio de CURB Records (fue distribuido mundialmente por Warner Music). De esta forma, Miguel se convierte en el segundo artista argentino en firmar con un sello estadounidense, después de Carlos Gardel. Irónicamente este disco fue editado en casi todo el mundo con excepción de Argentina.
Los primeros temas de este álbum que tocó Mateos en vivo fueron en Bogotá, al ser invitado por una emisora reconocida de la capital colombiana para celebrar su aniversario. En aquella oportunidad, compartió escenario con la entonces desconocida cantante Shakira y con Café Tacuba, teloneros para la presentación del argentino, quien estrenaría en aquella noche los temas "Pisanlov" y "Voy con quien soy". El álbum presentó un sonido más pesado, similar al hard rock y alejado de sus anteriores producciones, de corte más comercial.
En 1998, lanza el disco Bar Imperio, el primero de los cuatro álbumes pactados para Universal Music, y en el cual se alejó de la dirección tomada en Pisanlov y retomó un poco el sonido comercial de Obsesión y Kriptonita, pero con una puesta al día. El espectro musical abarcado es muy amplio, juntando canciones estilo pop como "Besa al tonto" y "Dame más" con el rock chabón de "Encuentra un lugar" y la idea más trip hop y New Age de "Panorama", el tema más largo de la carrera del músico, con casi siete minutos de duración.
En 2002 Mateos lanzó su segundo álbum en vivo como solista, Salir vivo. Sobre su concepto comentaría:

Tiene varios matices. Es un disco muy particular porque resume veintiún años de carrera y atraviesa de forma transversal desde mediados de los ochenta hasta los noventa y, después, hasta esta nueva etapa. Eso ya de por sí es una forma de decir que salí vivo. Es también el clima de inseguridad en mi país. El año pasado se vivieron momentos críticos en Argentina, de los cuales estamos tratando de salir poco a poco. Son convulsiones de las cuales no está exento ningún otro país. Tiene muchas connotaciones y también tiene una forma más auto-referencial y más personal del hecho de decir que si a algún tipo se le ocurre apretar el botón famoso y explota todo, no puedes hacer más que tratar de salir vivo y llevar adelante tus sueños. No puedo salirme del contexto. Salir vivo es una obra que le pone el pecho a la situación. Tiene 18 canciones en vivo, seis o siete de estudio. De las 24, seis son inéditas. Esto convierte al disco en un auténtico desafío. Hay versiones superadoras de mis clásicos, que tienden a salvaguardar mi catálogo, defenderlo, recuperarlo. Conceptualmente, el contenido del disco juega con la idea del vivo y... A Salir vivo, la canción, la hice en octubre del año pasado, previo al desastre de De la Rúa. Fue profética, lamentablemente. Salir vivo tiene una primera parte muy auto-referencial, y una segunda, en la que se agrega Cristián Aldana, de El Otro Yo, que es más agresiva, explícita, con una serie de dardos con una dirección muy clara. Para no discutir con una corporación, al disco lo saqué con la tapa que quiero, en el estuche que quiero.

Precisamente, en la letra de "Salir vivo", uno de los temas inéditos, hay una parte en la que Miguel condena a los artistas que "se vendieron a la cultura oficial".

Me refiero al Loperfidismo. Eso fue nefasto. Estar en manos de ese personaje [Darío Lopérfido, Secretario de Cultura y Medios de la Nación entre 1999 y 2001] y de su séquito culturoso, prebendario [sic] y traicionero, fue de terror. Sí, a eso me refiero. No a la ingenuidad de los artistas. Apenas trabajo un símbolo con la expresión; tiene que ver con una política del rock. Lo que piensen en el rock vernáculo me importa un pito. No escribo pensando en otro artista. Y la contingencia de haber sido exitoso, no quita el hecho de haber sido el primero en gritar Huevos en plena dictadura. Tengo el privilegio de tener un abanico amplio... Puedo hacer Beso francés y Huevos; o Tirá para arriba y Obsesión. Y en términos semióticos, lo que dice que Salir vivo en relación a la subversión tiene que ver con que mis ahorros están dentro de un puto banco, con que la gente está pasando hambre... La lírica no quiere decir más que hay que pelear. No me importa qué piensen los demás, yo quiero dar pelea. Tené en cuenta que del ‘89 al ‘94 estuve afuera. Diferentes razones me llevaron a estar afuera; entre ellas, la convicción de que debíamos exportar música y la falta de trabajo. Los dos últimos años de Alfonsín, para mí fueron tremendos; tengo un problema con los radicales. En el ‘90 sale Obsesión, con el que pegué en toda Latinoamérica. Más adelante salgo con Kryptonyta, mi disco más querido, y Pisanlov. Bar Imperio también es de esa década. Salió en el ‘98. Los ‘90 fueron de trabajo y de buenas canciones. La situación de mi país me ha afectado, prueba de ello es que forman parte del disco algunos temas inéditos que reflejan esa realidad, que puede ser la de cualquier otro país de Latinoamérica en donde también se dan injusticias y desigualdades. No faltaron las piezas contestatarias: Salir vivo y Abracadabra 2000, que habla de una familia argentina cuyo patriarca trabajó en una armadora de autos y de pronto se quedó sin trabajo. Tinte social y realista [...]. Por ejemplo, la visión del desamor está en dos temas inéditos que forman parte del nuevo álbum: Rey de los desposeídos y Sálvame, que representan una visión fiel de lo que es el amor. Tiene que ver con el concepto que dice que si uno no se quiere, no puede querer a nadie.

#### UnoyFidelidad(2005-2013)
Uno fue el primer disco original del músico en siete años. Se puede decir que está emparentado con Pisanlov en cuanto a optar por un sonido más agresivo y roquero, al estilo de algunos temas de Salir vivo. Miguel Mateos lo describió como "un disco argentino, netamente argentino, de volver a recuperar cosas que nos han hecho creer que no son importantes, cierto orgullo de ser argentino".
Uno fue grabado con Alejandro Mateos (batería y coros), Roly Ureta (guitarra), Ariel Pozzo (guitarra y coros), Alan Ballan (bajo) y Nano Novello (piano Rhodes). Entre los invitados se destacan Javier Malosetti, Guillermo Vadalá, Ciro Fogliatta y Las Blacanblus.
Tres años después Mateos publica su sexto disco solista, Fidelidad, bajo el sello de La Cábula Discos, y con licencia de Miguel Mateos y Arenas Records. Para su distribución internacional se estableció un acuerdo con Universal Music. El disco se compone de 13 temas, entre las que se incluyen canciones destacadas como el sencillo "El nene más malo del mundo", "El jardín del amor" y "Dudas". Fidelidad presenta ciertas semejanzas en concepto a Bar Imperio, reincorporando los sintetizadores escasos en Uno y Salir vivo. Miguel comenta sobre este álbum:

Se llama Fidelidad debido al aguante de todos mis fans alrededor del mundo, y es como un tributo hacia ellos, a los tantos años de fidelidad que hemos compartido. Como contrasentido lo que pasa es que soy un tipo que nació con el álbum, que creció comprando Led Zeppelin IV, Sgt. Pepper's, Pink Floyd... Llevaba el disco a mi casa y me internaba en la ceremonia de escuchar música. Eso está totalmente perdido. Estoy en contra de los ringtones y de la música que se escucha por celular, ahora ya no se puede escuchar la respiración del que canta en el arrastre del vinilo, ahora todo esa fidelidad se ha perdido, debido a eso el nombre del disco. Principalmente es eso, es un disco para escuchar con los amigos, está dedicado a esa gente que me dice que cuando no puede más, cuando siente que todo está perdido y ya no cree en más nadie, pone una canción mía y siente que le dan ganas de seguir, que le alegra el día. Fidelidad es eso, nada más.

En diciembre de 2010, tras su exitosa gira de celebración de los 25 años de su álbum Rockas vivas, Miguel Mateos graba su tercer álbum en vivo como solista, Primera fila, concepto acústico creado por la discográfica Sony Music en el que también incursionaron artistas como Thalía y Franco de Vita. Lanzado al mercado a mediados de 2011, contiene varios de sus clásicos, así como tres temas inéditos y presenta además como invitados a la cantante española Malú en el tema “Solos en América", y al grupo mexicano Reik, en “Obsesión".
En este material, grabado en la Casa de la Música de Buenos Aires, por primera vez Mateos alterna con su hijo Juan Oliver en las guitarras, en el tema “Rock Libre". Además se incluye un documental donde el propio Miguel, la banda, su hijo y los involucrados en el proyecto, hablan de los inicios de su carrera, su éxito a nivel nacional e internacional y la realización del disco.

#### La trilogía: Mateos deja el formato físico (desde 2013)
En 2013 Miguel Mateos lanza un nuevo disco original, que resultó de una selección de canciones de un proyecto más abarcador, donde Mateos pensaba ofrecer una actualización de sus tres líneas de formación, el rock, el pop y el folk, al cual pretendía titular La maravillosa historia del rock y el pop y presentar en una trilogía de discos.
Debido a la crisis de ventas discográficas, Sony Music Argentina le impuso resumir en un disco esas tres vertientes. De allí resultó La alegría ha vuelto a la ciudad: como introducción a esa trilogía y como exposición de la situación contemporánea por la que atravesaba en términos artísticos y personales. Desde el disco, que cuenta con trece canciones, se proyectó el concepto de búsqueda por recuperar la alegría de la década de 1980 como una forma de combatir los desencuentros y la soledad. Para darlo a conocer se escogieron "Un ying para un yang" y "Sellado con un beso" como sencillos promocionales y se inició una gira que lo llevó a recorrer distintas provincias en Argentina.
El 27 de noviembre de 2015 se lanzó "La ley del pulgar" a través de VEVO en YouTube, siendo corte promocional del disco de estudio Electropop (2016), el primero de una trilogía de discos de alternancia roquera-acústica y tras la cual Mateos anunció que dejaría de editar discos para pasar a la venta meramente digital de canciones.
En 2017, volvió a lanzar al mercado el álbum Solos en América, grabado originalmente por ZAS en 1986. Para festejar los treinta años del disco, se embarcó en una gira de conciertos que lo llevó por Argentina, México y Chile.
El 19 de octubre de 2018 se lanzó "Nacional", el primer corte de difusión de Undotrecua, el nuevo álbum de Miguel. Durante lo restante de 2018 y 2019 se publicaron las demás canciones del álbum en formato de EP, y el 2 de agosto de 2019 se lanzó el disco, siendo el primer álbum digital de la carrera de Mateos a través de las plataformas YouTube, Spotify, Deezer y Amazon Music. Mateos confesó en esos días que había decidido que Undotrecua sería su último álbum como tal, ya que opinaba que los dos discos que faltaban por realizarse podían resumirse en uno solo. Finalmente y a pedido de los fanes Undotrecua se lanzó en formato CD 

Undotrecua nació como una idea de trilogía que en 2016 arrancó con Electropop. La intención era hacer luego un disco rockero y otro acústico. Iba a ser mi último manifiesto desde el punto de vista del formato, y este disco finalmente fue el resumen de esos dos discos.

Sobre su futuro como artista e institución musical argentina, Miguel Mateos dice:

Lo que vendrá no lo sé, había dicho que como disco esta iba a ser mi última contribución. Yo estoy trabajando en una obra conceptual, en una ópera, para 2020-2021. Algo distinto, pero sigo pensando en el álbum como filosofía.

 Finalmente, en 2023, más precisamente en su cumpleaños sesenta y nueve anunció su vuelta al álbum quedando sin nulidad la idea de la bilogía conformada por Electropop y Undotrecua ya que lanzará Mateos Sinfónico, grabado en vivo en su concierto el 22 de febrero de 2022 en el Teatro Colón.

#### Miguel Mateos Sinfónico (2023)
En 2023 lanza un nuevo álbum “Miguel Mateos Sinfónico ", con temas en vivo que se dio en un concierto dado en 2022 en el Teatro Colón juntamente a su banda y a una orquesta con más de 30 músicos en escena, para repasar sus canciones más emblemáticas.
El evento fue muy especial para Mateos, ya que pudo cumplir su anhelado sueño de la infancia de tocar en el Teatro Colón. Ese mismo año dio conciertos y giras por todo el territorio argentino para promocionar el lanzamiento.
Las canciones que componen el álbum son: En La Cocina, Huevos, Perdiendo el Control, Beso Francés, Si Tuviéramos Alas, Llámame Si Me Necesitas, Un Mundo Feliz, Cuando Seas Grande, Ambrosía, Un Gato en la Ciudad, Atado a un Sentimiento, Primer Vuelo al Infinito, Obsesión y Tirá para Arriba todas en versión sinfónica.
Un dato importante es que el argentino ya había hecho antes un trabajo sinfónico con su tema “Es Tan Fácil Romper Un Corazón".

## Discografía

### Estudio
- Obsesión (1990)
- Kryptonita (1991)
- Pisanlov (1995)
- Bar Imperio (1998)
- Uno (2005)
- Fidelidad (2008)
- La alegría ha vuelto a la ciudad (2013)
- Electropop (2016)
- Undotrecua (2019)

### En vivo
- Cóctel (1993)
- Salir vivo (2002)
- Primera fila: Miguel Mateos (2011)
- Miguel Mateos Sinfónico (2023)

### Remixes
- Salir Vivo Remixes (2019)

### EP
- Undotrecua EP1  (2019)
- Undotrecua EP2  (2019)

### Recopilatorios
- Grandes éxitos (1995)
- Rock millennium (1999)
- Grandes éxitos (2000) - En Venezuela
- Tirá para arriba: Grandes éxitos del rock nacional (2000)
- Serie 2000 (2000)
- Lo mejor de (2001)
- Miguel Mateos y sus historias (2001) - Disco doble (Único con Zas)
- Rock argentino (2003) - Canciones de estudios y en vivo
- Lo esencial (2005)
- Este es tu rock (2006)
- Top 50 (2006)
- Lo esencial (2008) - 2.ª parte en Digipack Reemplazadas 3 pistas "Los atacantes del amor", "Es por tu amor" y tributo de José Alfredo Jiménez "El rey"
- Rock latino - Lo mejor de los 80 (2008)
- Colección rock nacional (2012)
- Rock latino (2012) - 14 canciones

### Sencillos
| Año  | Sencillo                                                  | Álbum                            |
| ---- | --------------------------------------------------------- | -------------------------------- |
| 1990 | «Obsesión»                                                | Obsesión                         |
| 1990 | "Tirar los muros abajo"                                   | Obsesión                         |
| 1991 | "Desnúdame"                                               | Obsesión                         |
| 1991 | "Malos pensamientos"                                      | Obsesión                         |
| 1991 | "Lola"                                                    | Kryptonita                       |
| 1991 | "Si tuviéramos alas"                                      | Kryptonita                       |
| 1992 | "Hablando con mi ángel"                                   | Kryptonita                       |
| 1993 | "Beso francés"                                            | Cóctel                           |
| 1994 | "Estoy tan bien que no me doy cuenta de lo mal que estoy" | Cóctel                           |
| 1995 | "Pisanlov"                                                | Pisanlov                         |
| 1996 | "Los argentinitos"                                        | Pisanlov                         |
| 1996 | "Cortar hasta el hueso"                                   | Pisanlov                         |
| 1998 | "Bar imperio"                                             | Bar imperio                      |
| 1998 | "Encuentra un lugar"                                      | Bar imperio                      |
| 1999 | "Fatalidad"                                               | Bar imperio                      |
| 2002 | "Salir vivo"                                              | Salir vivo                       |
| 2005 | "Uno"                                                     | Uno                              |
| 2005 | "Bien"                                                    | Uno                              |
| 2008 | "El nene más malo del mundo"                              | Fidelidad                        |
| 2011 | "Perdiendo el control"                                    | Primera fila: Miguel Mateos      |
| 2011 | "Cuando seas grande" (exclusivo para México)              | Primera fila: Miguel Mateos      |
| 2011 | "Un poco de satisfacción"                                 | Primera fila: Miguel Mateos      |
| 2011 | "Obsesión" (con Reik, exclusivo para México)              | Primera fila: Miguel Mateos      |
| 2011 | "Cuando despierte mañana"                                 | Primera fila: Miguel Mateos      |
| 2013 | "Un ying para un yang"                                    | La alegría ha vuelto a la ciudad |
| 2014 | "Sellado por un beso"                                     | La alegría ha vuelto a la ciudad |
| 2015 | "La ley del pulgar"                                       | Electropop                       |
| 2016 | "Vive y deja vivir"                                       | Electropop                       |
| 2016 | "Euforia"                                                 | Electropop                       |
| 2018 | "Nacional"                                                | Undotrecua                       |
| 2019 | "El asesino del rocanrol"                                 | Undotrecua                       |